# Reacher
Reacher är en amerikansk thriller- och kriminaldramaserie som hade premiär den 4 februari 2022 på Amazon Prime Video. Serien är baserad på Lee Childs romankaraktär Jack Reacher och hans romanserie om den före detta militärpolisutredaren. Serien är skapad av Nick Santora och första säsongen består av åtta avsnitt. Seriens tredje säsong, även den bestående av åtta avsnitt, hade premiär den 20 februari 2025. Serien har fått kontrakt med en fjärde säsong.

## Handling
Seriens första säsong utspelar sig i Margrave i Georgia och kretsar kring den tidigare militärpolisutredaren Jack Reacher som nyligen återvänt till det civila livet när han blir felaktigt anklagad för mord. Den andra säsongen utspelar sig i New York där Reacher söker efter en väns mördare.

## Rollista (i urval)
- Alan Ritchson – Jack Reacher
  - Maxwell Jenkins – Jack Reacher som ung
- Malcolm Goodwin – Oscar Finlay
- Willa Fitzgerald – Roscoe Conklin
- Bruce McGill – Grover Teale
- Maria Sten – Frances Neagley
- Serinda Swan – Karla Dixon
- Shaun Sipos – David O'Donnell
- Robert Patrick – Shane Langston